# Remember The Time
«Remember The Time» (з англ. «Пам'ятаєш той час») — другий сингл і п'ята пісня з восьмого альбому Майкла Джексона Dangerous. Написана у стилях: ритм-н-блюз, нью-джек-свінг, госпел.

## Випуск пісні
Випуск пісні відбувся 14 січня 1992 року і була випущена лейблом Epic Records.

## Музичне відео
Музичне відео на пісню було зняте всередині січня 1992 року режисером Джоном Синглитоном. Бюджет становив 2 млн доларів. Прем'єра музичного відео відбулася через два тижні, 2 лютого 1992 року.

## Концертні виступи
Джексон планував пісню для свого Dangerous World Tour (1992—1993) і репетирував пісню на перших репетиціях у травні-червні 1992 року. Але з гардеробом виникли проблеми, і пісня не ввійшла у сет-ліст цього туру. Джексон виконав її тільки раз, у 1993, коли його нагородили за пісню. Також пісня увійшла у перший сет-ліст туру «This Is It», але пізніше була виключена. Тур скасували через смерть Джексона у червні 2009.